# Verdes Mares Futebol Clube
Verdes Mares Futebol Clube é uma agremiação esportiva da cidade de Fortaleza, Ceará. O clube não possui relação com o atualmente licenciado Verdes Mares Esporte Clube, de Pacatuba.

## História
O clube disputou o Campeonato Cearense de Futebol da Terceira Divisão em 2018 e 2019.